# Sunbeam Rapier (Arrow)
Der Sunbeam Rapier der Arrow-Baureihe (auch: New Rapier oder Rapier Fastback) ist ein zweitüriges Fließheck-Coupé, das der ehemalige britische Automobilhersteller Rootes und sein Nachfolger Chrysler Europe von 1967 bis 1976 verkauften. Zeitweise gab es auch eine einfacher ausgestattete und schwächer motorisierte Basisversion, für die der traditionsreiche Name Sunbeam Alpine wiederbelebt wurde. Im Gegensatz zu den viertürigen Arrow-Limousinen, die unter mehreren Marken des Rootes-Konzerns vertrieben wurden und von denen der Hillman Hunter der bekannteste ist, waren die Coupés ausschließlich als Sunbeam erhältlich. Sie waren die letzten Autos dieser Marke.

## Modellgeschichte

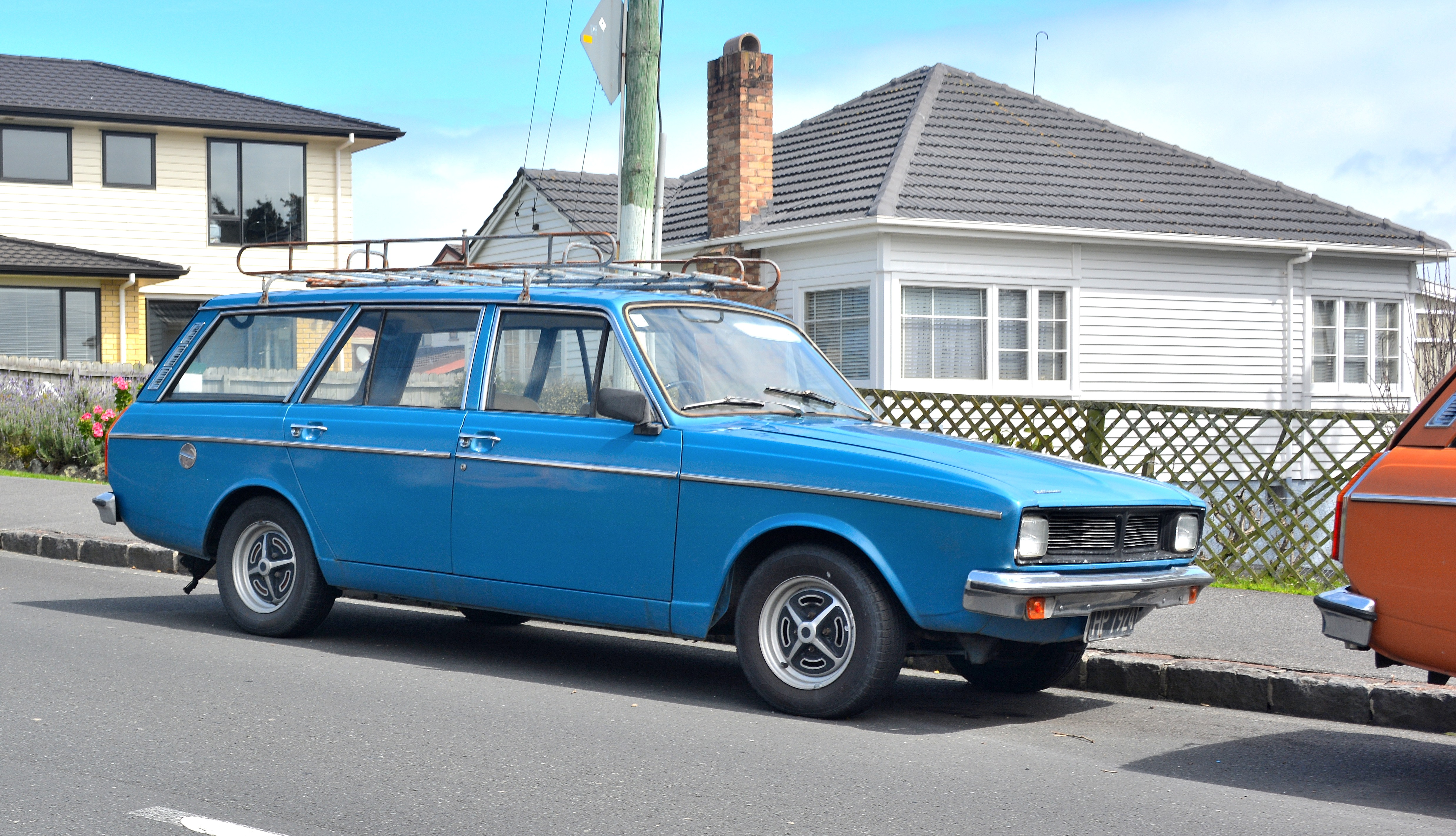
Technische Basis des Rapier: Kombiversion des Rootes Arrow (hier: Hillman Hunter Estate)

Seit 1956 war der Rootes-Konzern in der unteren Mittelklasse mit der Audax-Modellfamilie vertreten, die von den Marken Hillman (Minx), Singer (Gazelle) und Sunbeam (Rapier) verkauft wurde (Badge Engineering). Der Nachfolger des Audax war ab 1961 zwar als Hillman (Super Minx), als Humber (Sceptre Mark I und II) und als Singer (Vogue) erhältlich, nicht aber als Sunbeam. Die bereits fertig entwickelte Sunbeam-Variante wurde vor Aufnahme der Serienproduktion kurzfristig auf die Marke Humber umgestellt, während bei Sunbeam der zunehmend veraltende Rapier der Audax-Generation bis 1967 weiter im Programm blieb.
1966 führte Rootes die Arrow-Familie ein, eine Baureihe von Mittelklassefahrzeugen, die sowohl die Super-Minx-Familie als auch die ältere Audax-Reihe ersetzen sollte. Kernmodell der Arrow-Reihe war eine viertürige Limousine, die anfänglich in einer weit gefächerten und fein ausdifferenzierten Palette aus Marken- und Modellvarianten angeboten wurde. So gab es zunächst jeweils zwei Limousinentypen bei Hillman (Hunter und Minx) und Singer (Vogue und Gazelle) sowie eine weitere Limousine bei Humber (Sceptre Mark III); bei Hillman und Singer kamen noch viertürige Kombis (Estate) hinzu. 1967 entstand schließlich eine zweitürige Coupé-Version, die sich stilistisch deutlich von den Limousinen unterscheidet und mit den leistungsstärksten Motoren der Modellfamilie erhältlich war. Abweichend von der üblichen Praxis, blieb sie der Marke Sunbeam vorbehalten, die in dem Ruf stand, betont sportliche Fahrzeuge im Programm zu haben. Als Modellbezeichnung wählte der Konzern den Namen Rapier, der damit von der Audax-Reihe direkt auf die Arrow-Familie übertragen wurde. Alternativ haben sich zur Differenzierung von früheren Baureihen die Bezeichnungen „New Rapier“ und „Rapier Fastback“ etabliert. 1969 wurde der Rapier um eine einfacher ausgestattete und schwächere Basisversion ergänzt, die in Anlehnung an frühere Sportwagen gleichen Namens die Bezeichnung Alpine erhielt. Insoweit kam es zu einer Umkehrung der bisherigen Verhältnisse: Bislang war der Sunbeam Alpine im Vergleich zum Rapier das höherwertige und schnellere Modell gewesen.
Die noch unter dem Rootes-Management entwickelten Coupés wurden auch nach der Übernahme des Konzerns durch den US-amerikanischen Autohersteller Chrysler im Jahr 1967 weiterproduziert. Sie waren nach der Einstellung des Sunbeam Vogue die letzten Modelle der Marke Sunbeam. Als Chrysler 1976 die Struktur seines britischen Zweigs vereinheitlichte und die traditionellen Marken Hillman, Humber und Sunbeam zugunsten des Namens Chrysler einstellte, endete auch die Produktion der Coupés. 1977 erschien der Name Sunbeam erneut, nun allerdings als Modellbezeichnung für eine neu entwickelte Kompaktlimousine, die zunächst als Chrysler Sunbeam und ab 1979 als Talbot Sunbeam verkauft wurde. Sie verwendet Avenger-Technik und hat keine Bezüge mehr zu der Arrow-Reihe.
Ungeachtet der angeblich sportlichen Ausrichtung des Rapier und des Alpine wurde keines der Sunbeam-Coupés jemals werksseitig bei einer Motorsportveranstaltung eingesetzt. Wettbewerbsbeteiligungen gab es nur gelegentlich mit speziell vorbereiteten Hillman-Hunter-Limousinen.

## Modellbeschreibung

### Karosserie

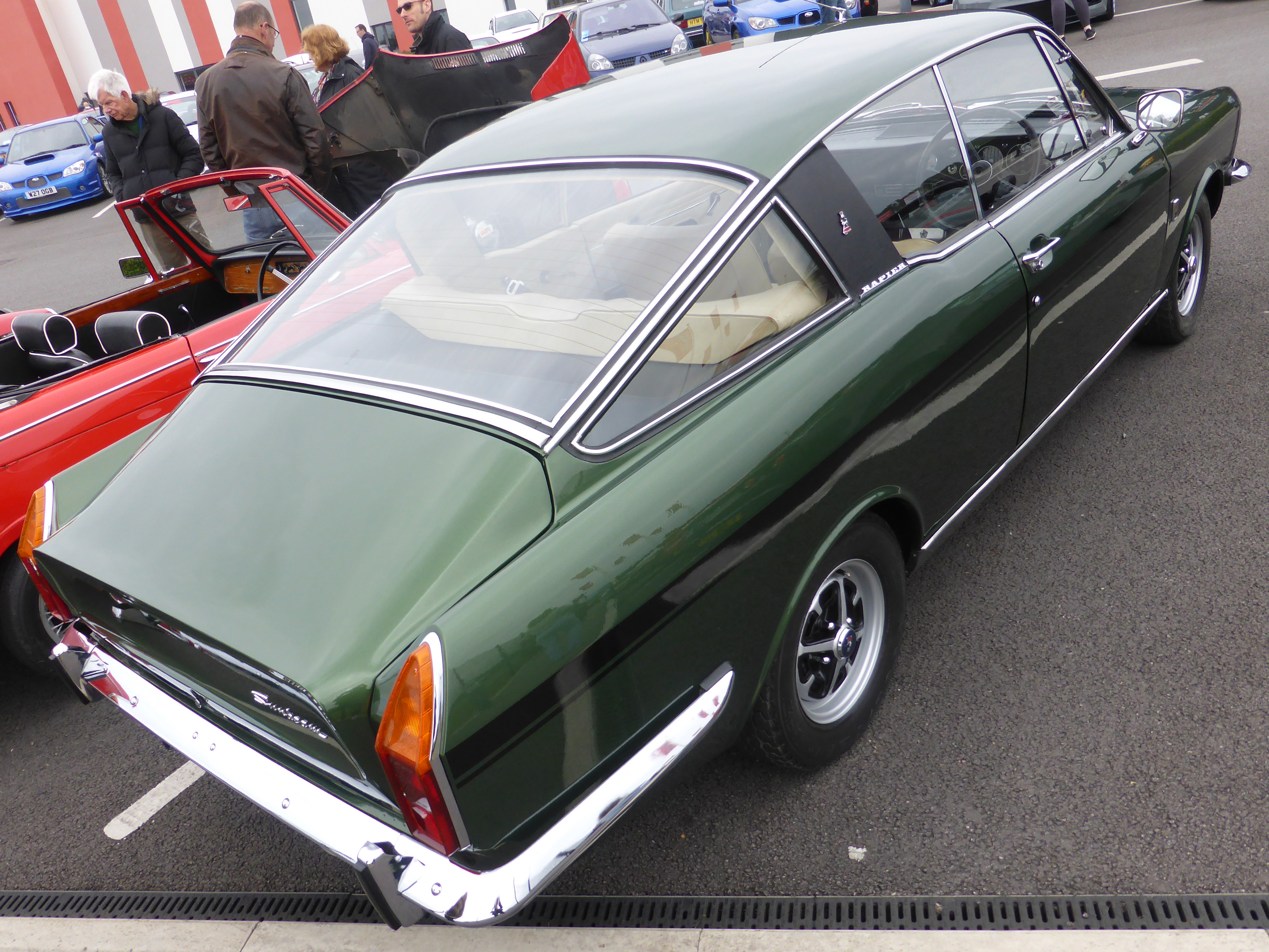
Dreiteiliges Heckfenster im Stil einer Panoramascheibe: Sunbeam Rapier

Der Rapier baut auf der Bodengruppe des Hillman Hunter Kombi auf. Das Coupé hat eine selbsttragende Karosserie, deren äußere Blechteile keine Gemeinsamkeiten mit den viertürigen Limousinen und Kombis der Arrow-Reihe aufweisen. Die Form des Coupés gestaltete der Rootes-Designer Roy Axe. Vorne sind serienmäßig runde Doppelscheinwerfer eingebaut, die es bei der Limousine anfänglich nur beim Spitzenmodell Humber Sceptre gab. Die Fenster in den Türen sind rahmenlos; eine Mittelsäule fehlt. Das Seitenfenster zwischen Tür und C-Säule ist voll versenkbar. Die C-Säule ist schwarz lackiert. Über den Hinterrädern zeichnet die Gürtellinie einen leichten Schwung; mit ihm griff Axe das in den 1960er-Jahren in den USA beliebte Coke-Bottle-Design auf. Ein besonderes Merkmal des Rapier ist das umfangreich verglaste Fließheck. Beobachter erkennen darin vielfach eine Ähnlichkeit mit der Heckgestaltung des zeitgenössischen Plymouth Barracuda, die Axe allerdings bestritt. Während der Barracuda eine hintere Panoramascheibe hat, ist die Heckverglasung des Rapier dreiteilig: An beiden Seiten des Heckfensters verläuft eine Metallstrebe vom Dach fast bis zum Heckabschluss. Links und rechts davon befinden sich an den Wagenflanken fest stehende dreieckförmige Fenster. Die dreiteilige Fensterkonstruktion war preiswerter herzustellen als die große Panoramascheibe des Barracuda. Die oben abgeknickten vertikalen Heckleuchten übernahm Axe vom Hillman Hunter Kombi.

### Antrieb und Kraftübertragung
Die Antriebstechnik des Sunbeam Rapier entspricht grundsätzlich der der viertürigen Arrow-Varianten der Schwestermarken. Zum Einsatz kommt in allen Coupé-Varianten ein Reihenvierzylindermotor von Hillman. Die kleinen 1,5-Liter-Varianten dieses Blocks, die bei den viertürigen Limousinen zumeist die Einstiegsmotorisierung darstellen, waren in den Coupés nicht erhältlich. Im Rapier und im Alpine kommt ausschließlich eine 1725 cm³ große Ausführung mit einem Leichtmetallzylinderkopf und fünf Kurbelwellenlagern in unterschiedlichen Leistungsstufen zum Einsatz. Sie hat eine seitliche Nockenwelle und hängende Ventile. Der Motor ist wie bei den Viertürern vorn längs um 10° geneigt eingebaut und treibt die Hinterräder an. Die Kraft überträgt serienmäßig ein handgeschaltetes Vierganggetriebe mit einem Overdrive, das im dritten und vierten Gang benutzt werden kann und die Übersetzung um knapp 25 % erhöht. Bei einigen Versionen konnte gegen Aufpreis eine Dreigangautomatik von BorgWarner bestellt werden. Bei der Kraftübertragung gab es während des gesamten Produktionszeitraums keine Änderungen.

### Fahrwerk
Das Fahrwerk  des Rapier entspricht dem der viertürigen Schwestermodelle aus der Arrow-Familie. Es ist konventionell: Die Vorderräder werden mit einer MacPherson-Aufhängung geführt, hinten hat der Wagen eine Starrachse an Blattfedern. Vorn sind Scheibenbremsen installiert, hinten Trommelbremsen. Die Bremsanlage ist servounterstützt. Die Arrow-Modelle haben eine Kugelumlauflenkung.

## Varianten

### Rapier

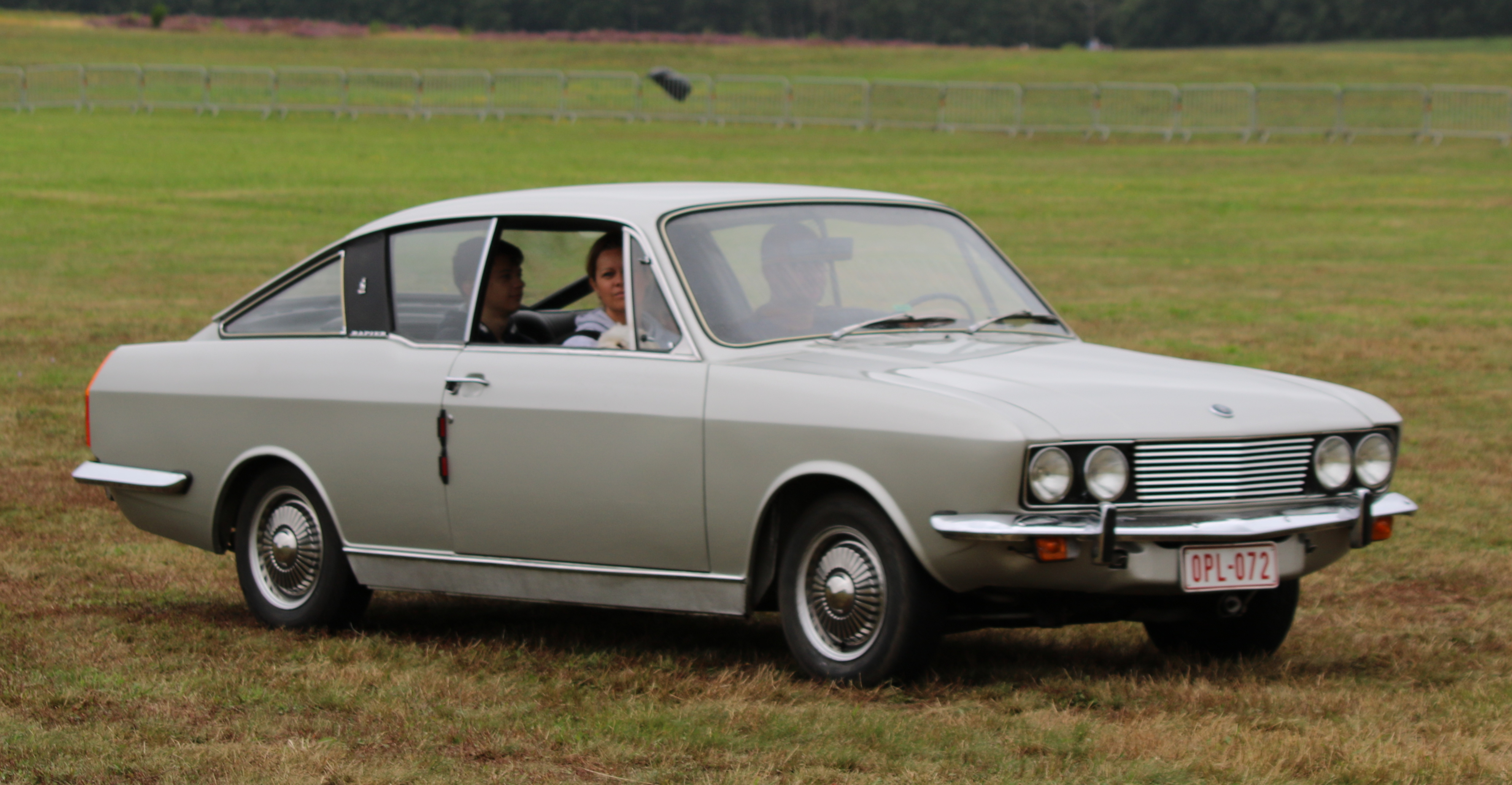
Sunbeam Rapier

Die Standardversion und zugleich die am häufigsten gebaute Ausführung des Rapier, die ohne differenzierende Zusatzbezeichnung vermarktet wurde, war von September 1967 bis Sommer 1976 im Programm. Sie hat eine 88 bhp (66 kW; 89 PS) leistende Version des 1,7-Liter-Motors. Äußere Erkennungsmerkmale dieser Version sind eine schwarz lackierte C-Säule und ein verchromtes Kühlergitter. Der Kaufpreis für einen Standard-Rapier lag 1967 in Großbritannien bei 1.200 £.
Auf dem nordamerikanischen Markt verwendete Chrysler die Modellbezeichnung Rapier für diese Ausführung nicht. Das Auto wurde in den USA und in Kanada stattdessen als Sunbeam Alpine GT verkauft. Mit dem britischen Alpine war es nicht identisch. In Nordamerika ergänzte der Sunbeam Alpine GT die viertürige Limousine Sunbeam Arrow, bei der es sich um eine anders bezeichnete Variante des britischen Hillman Hunter handelte.

### Rapier H 120

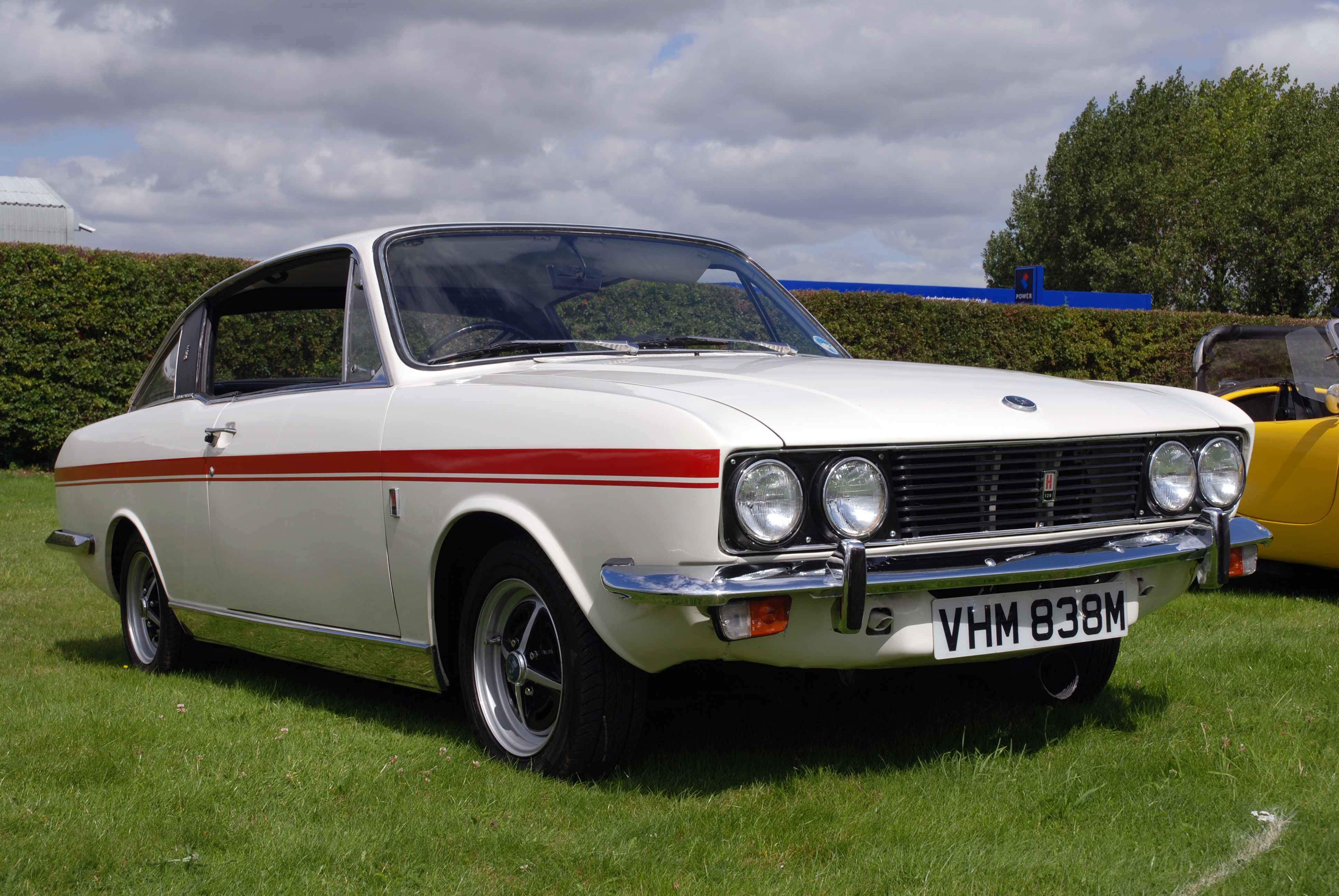
Sunbeam Rapier H 120

Im Oktober 1968 erschien die leistungsgesteigerte Variante H120, die oberhalb des regulären Rapier angesiedelt war. Sie blieb bis 1976 im Programm.
Der H120 wird von einer leistungsgesteigerten Ausführung des 1,7-Liter-Motor angetrieben, der Holbay Engineering entwickelt hatte. Zu den Änderungen gehören ein neu konstruierter Zylinderkopf, eine modifizierte Nockenwelle, ein neuer Auspuffkrümmer und Doppelvergaser von Weber (40 DCOE). Die Motorleistung erhöhte sich damit auf 93 bhp (69 kW; 94 PS). Die Kraftübertragung erfolgt ausschließlich über ein handgeschaltetes Vierganggetriebe mit Overdrive; die Getriebeautomatik, die in den anderen Versionen des Coupés wahlweise erhältlich war, konnte beim H 120 nicht bestellt werden. Dieser Motor war von 1972 bis 1976 auch in der viertürigen Limousine Hillman Hunter GLS erhältlich.
Äußerlich unterscheidet sich der H 120 durch einige Designdetails von dem Standard-Rapier. Der H 120 hat einen Kofferraumdeckel, in den ein Spoiler integriert ist. Die Autos wurden serienmäßig mit Rostyle-Felgen ausgeliefert. An den Wagenflanken finden sich breite Akzentstreifen in kontrastierender Farbgebung. Das Kühlergitter ist schwarz lackiert.

### Alpine

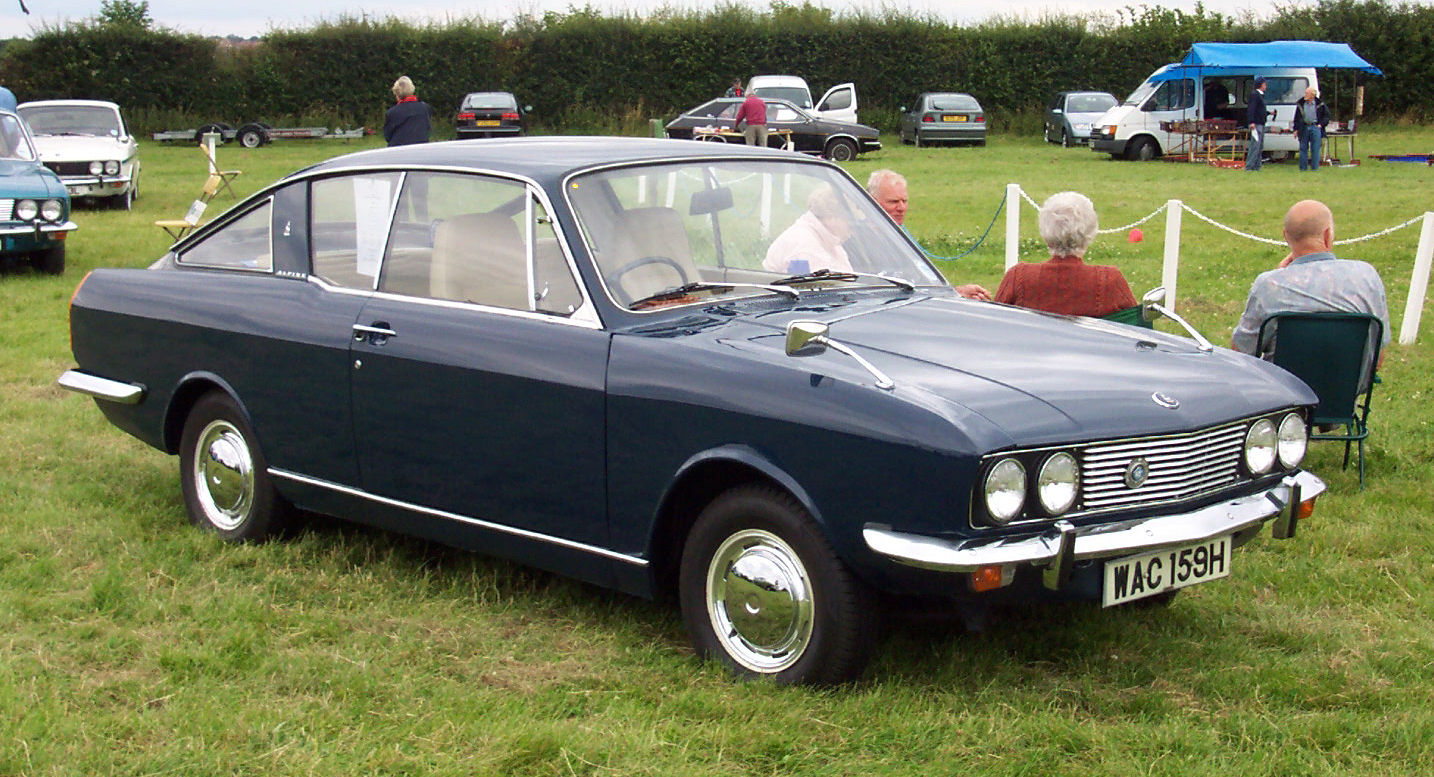
Sunbeam Alpine (1969)

Von 1970 bis 1975 ergänzte der Alpine als Basisversion die Modellpalette der Sunbeam-Coupés. Der Alpine ist eine einfacher ausgestattete und schwächer motorisierte Version des (Standard-)Rapier. Stilistisch sind beide Autos weitestgehend identisch; Unterscheidungsmerkmale sind lediglich die in Wagenfarbe lackierte C-Säule und die einfachen verchromten Radkappen. Außerdem ist der Innenraum einfacher ausgestattet. Das Armaturenbrett ist mit Holzimitat bezogen und trägt weniger Instrumente als die anderen Coupé-Modelle. Als Antrieb kommt im Alpine die schwächste Version des 1,7-Liter-Motors mit 74 bhp (54 kW; 74 PS) zum Einsatz, die auch die Basisversion des Hillman Hunter antreibt. Die Kraftübertragung übernimmt serienmäßig ein handgeschaltetes Vierganggetriebe. Anders als beim Standard-Rapier und beim H 120, gehörte der Overdrive hier nicht zur Serienausstattung, konnte aber gegen Aufpreis bestellt werden. Wahlweise war auch – anders als beim H 120 – die BorgWarner-Automatik erhältlich. Der Alpine kostete bei seiner Einführung 1.096 £.
Der Alpine war die erste Coupé-Variante, deren Produktion eingestellt wurde. Der Standard-Rapier und der H 120 wurden ein Jahr länger produziert als der Alpine.

## Produktion
Die Rohkarosserien des Rapier und des Alpine wurden wie die aller Arrow-Modelle bis 1968 bei dem Karosseriehersteller Pressed Steel Company in Cowley, Oxfordshire, gebaut und im Rootes-Werk in Ryton-on-Dunsmore bei Coventry komplettiert. 1968 übernahm Rootes Pressings im schottischen Linwood die Fertigung der Rohkarosserien. Für eine Übergangszeit blieb die Endmontage noch in Ryton-on-Dunsmore, sodass die Rohkarosserien mit Güterzügen durchs Land transportiert werden mussten. 1970 ging auch die Endfertigung aller Arrow-Modelle und damit auch die der Coupés nach Schottland.
Von 1967 bis 1976 entstanden insgesamt 46.204 Arrow-Coupés. Diese Zahl schließt die Standard-Rapier, die Rapier H 120 und die Alpine ein.